# Zapadnočamski jezik
Zapadnočamski jezik (ISO 639-3: cja; isto i kambodžanski čamski, cham, new cham, tjam), malajsko-polinezijski jezik iz Indokine, kojim govori oko 321 020 ljudi. Većina govornika živi u Kambodži 290 000 (2006 Ministry of Interior) uz rijeku Mekong i uz veće gradove. U Tajlandu ga govori 4 000 ljudi ali su izvješča proturječna govore li ga još ili ga je istisnuo centralnotajski [tha]. U Vijenamu ima 25 000 govornika u provincijama An Giang i Tay Ninh; 4 000 u Sajgonu.
Zapadnočamski i istočnočamski [cjm] jezici čine čamsku podskupinu obalnih čamijskih jezika. Piše se čamskim i khmerskim pismom a u periodu francuskog kolonijalizma koristila se i latinica. Čamsko pismo razvilo se od brahmijskog.
Mnogi Čami danas žive i po drugim državama, a među ostalima i u Australiji, Francuskoj, Indoneziji, Maleziji, Libiji, Saudijskoj Arabiji, SAD.-u, Jemenu.

## Vanjske poveznice
- Ethnologue (14th)
- Ethnologue (15th)